# Space Delta 5
Lo Space Delta 5 è un'unità di operazioni spaziali della United States Space Force, inquadrata nello United States Space Command. Il suo quartier generale è situato presso la Vandenberg Space Force Base, in California.

## Missione
Il delta esegue attività di comando e controllo per raggiungere gli obiettivi strategici e di teatro.
Il 24 luglio 2020 ha ereditato le attività del 614th Air Operations Center dell'USAF.

## Organizzazione
Attualmente, a settembre 2020, esso controlla:
- Combat Operations Division
- Strategy and Plans Division
- Intelligence, Surveillance and Reconnaissance Division
- Satellite Communications Integrated Operations Division
- 614th Combat Training Squadron - Addestramento e valutazione operativa ed esecuzione di esercitazioni militari

All'unità è associato il 9th Combat Operations Squadron, 310th Space Wing, Air Force Reserve